# 太宰府市
太宰府市（だざいふし）は、福岡県中西部の筑紫地域に位置する市。都市計画の圏域では福岡都市圏のうち福岡広域都市圏に属する。
九州地区の統治組織「大宰府」が置かれた事により栄えた。太宰府天満宮や多くの特別史跡・史跡があり、毎年1000万人余りもの観光客が訪れる観光都市でもある。
「大宰府市」と表記されることがあるが、これは誤りである。

これは、古代の役所に関連する場合は「大宰府」、中世以降の地名は「太宰府」を用いられているためである。

## 地理

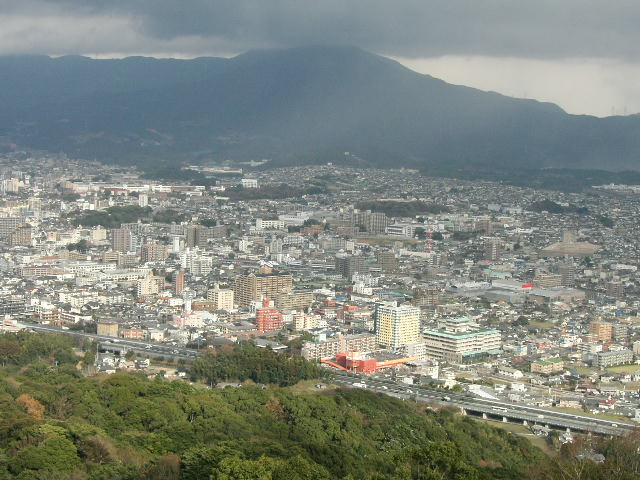
天拝山山頂から望む太宰府市街地（奥）。手前に広がるのは筑紫野市市街地。

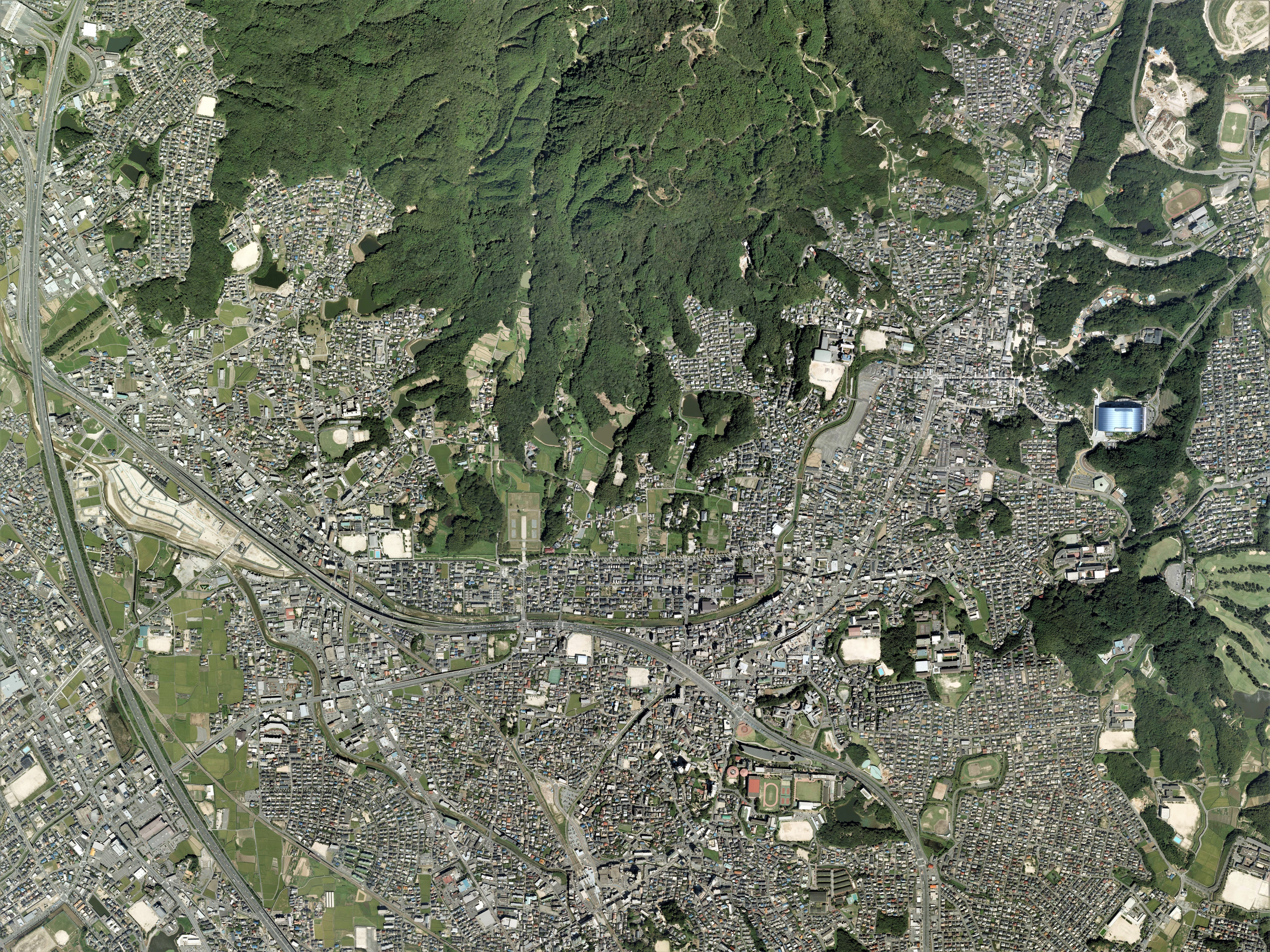
大宰府市中心部周辺の空中写真。
2017年9月20日撮影の15枚を合成作成。。

福岡県の中部、福岡市から南東約16kmの場所に位置している。市域北部に四王寺山、市域東部に宝満山、市域西南部に天拝山（筑紫野市）があり、市の中央部を御笠川が横断して流れている。市域中央部は中心市街地が発達しており、大宰府にまつわる数多くの史跡・名所が存在する。西部・南部は福岡都市圏のベッドタウンとして住宅開発が進んでいる。
また太宰府市には大学、短期大学、高等学校等の学校が数多く存在していることから、県内でも北九州市折尾地区と並び、学生の街として有名である。

### 気候
九州型の太平洋側気候である。年平均気温は16.3℃で、横浜市や京都市とほぼ同じであり、海に近い福岡市と比べると1.0℃低い。山と山の間に位置しているため、梅雨の末期は南西方向からのテーパリングクラウドの影響で大雨となりやすい。盆地であり、ヒートアイランド現象の影響もあって夏は気温が上がりやすく、猛暑日は年間平均で10.4日で福岡市よりやや多い。2024年には7月19日から猛暑日が続き、8月12日に猛暑日の連続日数が「25日」となり、従来の国内最長記録「24日」を更新した。その後も猛暑日は8月27日まで継続し、国内歴代最長記録の「40日連続」に達した。また、9月5日には猛暑日の年間日数が「47日」となり、従来の国内年間最多記録「46日」を更新し、最終的に年間の猛暑日の合計日数は国内歴代最多の「62日」に達した。ただし熱帯夜は年間平均で22.6日で、福岡市の6割程度である。冬はやや冷え込みやすく、1月の最低気温は福岡市より2.0℃低い1.9℃、冬日は17.9日であるが、本州大都市圏の郊外都市と比べれば少ない。また筑紫野市などと同様、山と山の間にあるため雪雲の通り道になりやすく、2～3回ほど雪化粧する年が多いが、10cmを超えるような大雪にはなることは稀である。九州道・3号線など太宰府市付近を通過する道路交通に影響が出る場合もある。
- 年平均気温　16.3℃
- 年平均降水量　1851.9mm
- 年平均猛暑日日数　10.4日
- 年平均熱帯夜日数　22.6日
- 年平均冬日日数　17.9日

| 太宰府（1991年 - 2020年）の気候                              | 太宰府（1991年 - 2020年）の気候 | 太宰府（1991年 - 2020年）の気候 | 太宰府（1991年 - 2020年）の気候 | 太宰府（1991年 - 2020年）の気候 | 太宰府（1991年 - 2020年）の気候 | 太宰府（1991年 - 2020年）の気候 | 太宰府（1991年 - 2020年）の気候 | 太宰府（1991年 - 2020年）の気候 | 太宰府（1991年 - 2020年）の気候 | 太宰府（1991年 - 2020年）の気候 | 太宰府（1991年 - 2020年）の気候 | 太宰府（1991年 - 2020年）の気候 | 太宰府（1991年 - 2020年）の気候 |
| 月                                                           | 1月                             | 2月                             | 3月                             | 4月                             | 5月                             | 6月                             | 7月                             | 8月                             | 9月                             | 10月                            | 11月                            | 12月                            | 年                              |
| ------------------------------------------------------------ | ------------------------------- | ------------------------------- | ------------------------------- | ------------------------------- | ------------------------------- | ------------------------------- | ------------------------------- | ------------------------------- | ------------------------------- | ------------------------------- | ------------------------------- | ------------------------------- | ------------------------------- |
| 最高気温記録 °C （°F）                                       | 19.6 (67.3)                     | 23.1 (73.6)                     | 25.4 (77.7)                     | 30.3 (86.5)                     | 33.9 (93)                       | 37.7 (99.9)                     | 38.6 (101.5)                    | 39.3 (102.7)                    | 38.3 (100.9)                    | 33.3 (91.9)                     | 29.2 (84.6)                     | 24.9 (76.8)                     | 39.3 (102.7)                    |
| 平均最高気温 °C （°F）                                       | 9.7 (49.5)                      | 11.1 (52)                       | 14.7 (58.5)                     | 20.0 (68)                       | 24.9 (76.8)                     | 27.6 (81.7)                     | 31.2 (88.2)                     | 32.5 (90.5)                     | 28.7 (83.7)                     | 23.7 (74.7)                     | 17.8 (64)                       | 12.0 (53.6)                     | 21.2 (70.2)                     |
| 日平均気温 °C （°F）                                         | 5.6 (42.1)                      | 6.6 (43.9)                      | 9.8 (49.6)                      | 14.6 (58.3)                     | 19.4 (66.9)                     | 23.0 (73.4)                     | 26.8 (80.2)                     | 27.7 (81.9)                     | 23.9 (75)                       | 18.4 (65.1)                     | 12.8 (55)                       | 7.6 (45.7)                      | 16.3 (61.3)                     |
| 平均最低気温 °C （°F）                                       | 1.9 (35.4)                      | 2.4 (36.3)                      | 5.2 (41.4)                      | 9.7 (49.5)                      | 14.5 (58.1)                     | 19.3 (66.7)                     | 23.6 (74.5)                     | 24.2 (75.6)                     | 20.0 (68)                       | 13.9 (57)                       | 8.4 (47.1)                      | 3.6 (38.5)                      | 12.2 (54)                       |
| 最低気温記録 °C （°F）                                       | −5.6 (21.9)                     | −5.3 (22.5)                     | −4.0 (24.8)                     | −0.7 (30.7)                     | 5.1 (41.2)                      | 7.7 (45.9)                      | 16.0 (60.8)                     | 16.9 (62.4)                     | 8.1 (46.6)                      | 2.0 (35.6)                      | −0.5 (31.1)                     | −3.2 (26.2)                     | −5.6 (21.9)                     |
| 降水量 mm （inch）                                           | 69.9 (2.752)                    | 74.3 (2.925)                    | 113.6 (4.472)                   | 134.8 (5.307)                   | 145.8 (5.74)                    | 282.2 (11.11)                   | 359.0 (14.134)                  | 237.0 (9.331)                   | 183.9 (7.24)                    | 96.9 (3.815)                    | 86.1 (3.39)                     | 68.6 (2.701)                    | 1,851.9 (72.909)                |
| 平均降水日数 （≥1.0 mm）                                     | 9.4                             | 9.2                             | 10.8                            | 10.2                            | 9.1                             | 12.6                            | 12.8                            | 10.9                            | 10.3                            | 7.2                             | 8.7                             | 9.0                             | 120.3                           |
| 平均月間日照時間                                             | 105.0                           | 118.8                           | 155.1                           | 179.5                           | 190.9                           | 122.8                           | 141.4                           | 174.2                           | 151.8                           | 168.9                           | 136.9                           | 107.1                           | 1,752.3                         |
| 出典：気象庁（平均値：1991年 - 2020年、極値：1977年 - 現在） |                                 |                                 |                                 |                                 |                                 |                                 |                                 |                                 |                                 |                                 |                                 |                                 |                                 |

### 隣接する自治体
福岡県
- 筑紫野市
- 大野城市
- 糟屋郡宇美町

### 市名の表記
市名は「太宰府市」である。しかし、同じくダザイフと読む固有名詞でも「大宰府」と表記されるものがある（大宰府跡など）。一般には、
- 古代律令時代の役所、およびその遺跡に関するダザイフは「大宰府」
- 中世以降の地名や天満宮については「太宰府」

と表記される。この区別は、昭和30年代末頃、九州大学の鏡山猛教授が採用したことから一般的となった。

## 歴史
- 7世紀 - 筑紫大宰（つくしのおおみこともちのつかさ）が置かれる。
- 663年 - 白村江の戦い。防衛のため大宰府を内陸（現在の大宰府跡）へ移したと推定される。
- 664年 - 水城（みずき）の設置。防人を配す。
- 671年 - 大宰府の名、『日本書紀』に初出。
- 801年 - 伊予親王、大宰帥（だいふのそち）になる。以後この職は名誉職となり、親王が補せられ、大宰府には赴任しなくなる。
- 901年 - 菅原道真、大宰府に左遷（903年没）。
- 905年 - 道真の墓の上に社殿が建てられる（現在の太宰府天満宮の元）。
- 941年 - 藤原純友の乱、大宰府炎上。
- 1019年 - 刀伊の入寇。
- 1158年 - 平清盛が大宰大弐となる。
- 1229年 - 筑前守護職、武藤資頼が大宰少弐となる（少弐氏の祖）。
- 13世紀後半 - 元寇。
- 1361年 - 懐良親王（南朝）、大宰府に征西府を置く（-1372年）。
- 1497年 - 少弐政資、大内氏に大宰府を追われる。少弐氏の滅亡。
- 1587年 - 豊臣秀吉、筑前国に小早川隆景（毛利氏支族）を封じる。
- 1591年 - 小早川隆景、太宰府天満宮社殿を再建。
- 1600年 - 関ヶ原の戦い。戦後の論功行賞により、黒田長政、筑前国に封じられる。
- 1864年 - 三条実美ら五卿が長州から太宰府（太宰府天満宮延寿王院）に移される（七卿落ち）。

### 近現代
- 1881年（明治14年）3月17日 - 御笠郡宰府村が御笠郡太宰府村と改称。
- 1889年（明治22年）4月1日 - 町村制実施。
  - 御笠郡太宰府村
  - 御笠郡水城村
- 1892年（明治25年）9月13日 - 町制施行。御笠郡太宰府町となる。
- 1896年（明治29年）4月1日 - 那珂郡・席田郡（むしろだ ぐん）・御笠郡の三郡を統合、筑紫郡となる[10]。
  - 筑紫郡太宰府町
  - 筑紫郡水城村
- 1955年（昭和30年）3月1日 - 筑紫郡水城村と対等合併し、新町制による筑紫郡太宰府町となる。
- 1982年（昭和57年）4月1日 - 市制施行。太宰府市となる[11]。
- 2005年（平成17年）10月16日 - 九州国立博物館開館。
- 2015年（平成27年）4月24日 - 文化庁から日本遺産に認定される[12][13]。
- 2016年（平成28年）11月3日 - 総合体育館（愛称：とびうめアリーナ）開館。
- 2017年（平成29年）4月1日 - 水城館開館[14]。
- 2019年（平成31年） - 4月1日に発表された新元号「令和」の出典となった万葉集の一節が、大宰府にあった大伴旅人邸で催された「梅花の宴」について記したものであったことから、「令和」ゆかりの地として注目される[15][16]。
- 2020年（令和2年）1月15日 - 「令和発祥の都太宰府」を掲げる市のPRキャラクターを発表[17]。
- 2024年（令和6年）1月10日 - 各市立中学校で完全給食が始まる[18]。
- 2024年（令和6年）8月27日 - 7月19日から40日連続の猛暑日を記録[19]。国内の最長記録を更新。
- 2024年（令和6年）9月20日 - 本年62日目の猛暑日となり国内最多記録を更新する[20]。

### 合併問題
昭和の大合併
「昭和の大合併」に於いて、太宰府町（当時）と当時の筑紫郡の周辺6か町村の合併が実現しようとしていたが、新町名問題で合併協議会が紛糾し決裂した。1955年3月1日、太宰府町と水城村の急遽合併が決定し、新太宰府町が発足した。
平成の大合併
合併特例法による周辺市（市街地がほぼ一体化しており、とりわけ地理的、歴史的に繋がりの深い筑紫野市）との合併（いわゆる「平成の大合併」）は、一部の民間団体の活動を除いて気運が盛り上がらず、実現には至らなかった。しかしながら現在、水道、消防、ゴミ処理、火葬場等の広域行政は筑紫地域で緊密な状態を保っている。

## 行政

### 市長
- 楠田大蔵（2期、2018年1月28日就任）

| 代                             | 氏名                           | 就任日                         | 退任日                         | 備考                                     |
| 太宰府町長（水城村との合併後） | 太宰府町長（水城村との合併後） | 太宰府町長（水城村との合併後） | 太宰府町長（水城村との合併後） | 太宰府町長（水城村との合併後）           |
| ------------------------------ | ------------------------------ | ------------------------------ | ------------------------------ | ---------------------------------------- |
| 初-2                           | 森田久                         | 1955年3月26日                  | 1963年3月25日                  | 元ジャーナリスト                         |
| 3-4                            | 中村義雄                       | 1963年4月30日                  | 1971年4月29日                  | 元町議会議長                             |
| 5-6                            | 川邊善郎                       | 1971年4月30日                  | 1979年4月29日                  |                                          |
| 7                              | 有吉林之助                     | 1979年4月30日                  | 1982年3月31日                  |                                          |
| 太宰府市長                     |                                |                                |                                |                                          |
| 初-2                           | 有吉林之助                     | 1979年4月30日                  | 1987年4月29日                  | 1982年4月1日、市制施行に伴い市長となる。 |
| 3-4                            | 伊藤善佐                       | 1987年4月30日                  | 1995年4月29日                  | 元市議会議長                             |
| 5-7                            | 佐藤善郎                       | 1995年4月30日                  | 2007年4月29日                  | 元福岡市教育長                           |
| 8-9                            | 井上保廣                       | 2007年4月30日                  | 2015年4月29日                  | 元助役                                   |
| 10                             | 芦刈茂                         | 2015年4月30日                  | 2017年12月12日                 | 元市議。2度目の不信任決議可決で失職      |
|                                | 職務代理者                     | 2017年12月13日                 | 2018年1月28日                  | 総務部長                                 |
| 11-12                          | 楠田大蔵                       | 2018年1月28日                  |                                | 現職。元衆議院議員                       |

### 消防署
- 筑紫野太宰府消防本部（筑紫野市）
  - 太宰府消防署
  - 太宰府消防署東出張所

### 警察署・交番
- 筑紫野警察署（筑紫野市）
  - 太宰府交番
  - 水城交番

### 市関連施設

プラム・カルコア太宰府（中央公民館・市民図書館）

総合体育館（とびうめアリーナ）

- プラム・カルコア太宰府（中央公民館・市民図書館）
- いきいき情報センター
- 保健センター
- 総合体育館（とびうめアリーナ）
- 体育センター
- 男女共同参画推進センター ルミナス
- 総合福祉センター（太宰府市社会福祉協議会）
- （財）文化スポーツ振興財団
- 太宰府市公文書館

### 公園

史跡水辺公園（市民プール）

- 梅林アスレチックスポーツ公園
- 太宰府市歴史スポーツ公園
- 史跡水辺公園（市民プール）
- 大佐野スポーツ公園
- 北谷運動公園
- 少年スポーツ公園
- 通古賀近隣公園
- 佐野近隣公園

### ふるさと納税
返礼品
- もつ鍋
- 明太子
- 一蘭ラーメン
- 工芸品
- 笑い[22]

※楽天ふるさと納税返礼品

## 議会

### 市議会
- 定数：18人
- 任期：2021年12月12日 - 2025年12月11日
- 議長：門田直樹
- 副議長：堺剛

### 衆議院
- 選挙区：福岡5区（福岡市南区（弥永・弥永西・老司・鶴田の各投票区）、筑紫野市、春日市、大野城市、太宰府市、朝倉市、那珂川市、朝倉郡）
- 投票日：2021年10月31日
- 当日有権者数：454,493人
- 投票率：54.52％

| 当落 | 候補者名 | 年齢 | 所属党派   | 新旧別 | 得票数    | 重複 |
| ---- | -------- | ---- | ---------- | ------ | --------- | ---- |
| 当   | 堤かなめ | 61   | 立憲民主党 | 新     | 125,315票 | ○    |
|      | 原田義昭 | 77   | 自由民主党 | 前     | 110,706票 |      |

※上記は太宰府市全域を含む福岡5区全域のデータ

## 友好都市
- 中津市（大分県）- 2014年（平成26年）11月23日友好都市承継[24]
- 多賀城市（宮城県）- 2005年（平成17年）11月21日提携
- 奈良市（奈良県）- 2002年（平成14年）6月27日提携
- 扶餘郡（大韓民国忠清南道）- 2012年（平成24年）4月8日姉妹都市承継[25]

## 地域

### 人口
| |                                          |  |
| 太宰府市と全国の年齢別人口分布（2005年） | 太宰府市の年齢・男女別人口分布（2005年） |  |
| ■紫色 ― 太宰府市 ■緑色 ― 日本全国 | ■青色 ― 男性 ■赤色 ― 女性                |  |
| 太宰府市（に相当する地域）の人口の推移 \| 1970年（昭和45年） \| 26,155人 \| \| \| 1975年（昭和50年） \| 36,553人 \| \| \| 1980年（昭和55年） \| 50,273人 \| \| \| 1985年（昭和60年） \| 57,737人 \| \| \| 1990年（平成2年） \| 62,402人 \| \| \| 1995年（平成7年） \| 64,913人 \| \| \| 2000年（平成12年） \| 66,099人 \| \| \| 2005年（平成17年） \| 67,087人 \| \| \| 2010年（平成22年） \| 70,482人 \| \| \| 2015年（平成27年） \| 72,168人 \| \| \| 2020年（令和2年） \| 73,164人 \| \| |                                          |  |
| 総務省統計局 国勢調査より |                                          |  |
| 1970年（昭和45年） | 26,155人                                 |  |
| 1975年（昭和50年） | 36,553人                                 |  |
| 1980年（昭和55年） | 50,273人                                 |  |
| 1985年（昭和60年） | 57,737人                                 |  |
| 1990年（平成2年） | 62,402人                                 |  |
| 1995年（平成7年） | 64,913人                                 |  |
| 2000年（平成12年） | 66,099人                                 |  |
| 2005年（平成17年） | 67,087人                                 |  |
| 2010年（平成22年） | 70,482人                                 |  |
| 2015年（平成27年） | 72,168人                                 |  |
| 2020年（令和2年） | 73,164人                                 |  |

### 教育

#### 大学
私立
- 九州情報大学
- 筑紫女学園大学
- 日本経済大学

#### 短期大学
私立
- 福岡こども短期大学
- 福岡女子短期大学

#### 高等学校
県立
- 福岡県立太宰府高等学校
- 福岡県立福岡農業高等学校

私立
- 筑紫台高等学校
- 筑陽学園高等学校

#### 中学校
市立
- 学業院中学校（1947年4月15日創立）
- 太宰府中学校（1979年4月1日）
- 太宰府西中学校（1985年4月1日）
- 太宰府東中学校（1987年4月1日）

私立
- 筑陽学園中学校（1991年4月）

#### 小学校
市立
- 太宰府小学校（1874年3月2日創立）
- 水城小学校（1874年5月）
- 水城西小学校（1972年4月）
- 太宰府南小学校（1976年4月1日）
- 太宰府西小学校（1980年4月）
- 国分小学校（1982年4月1日）
- 太宰府東小学校（1984年4月1日）

私立
- リンデンホール小学校（2004年4月創立）

#### 特別支援学校
- 福岡県立太宰府特別支援学校

#### 専修学校
- 筑紫看護高等専修学校

## 交通

### 空港
- 福岡市にある福岡空港が最寄空港

### 鉄道路線
- 西日本鉄道
  - 西鉄天神大牟田線：都府楼前駅（副駅名：令和の里）[26]
    - 都府楼前駅隣の西鉄二日市駅（筑紫野市）は駅北側構内に市境があり、一部は太宰府市に属している（ホーム部分は全て筑紫野市）。そのため、当駅が最寄りとなる地区もある（太宰府市側にある大学、及び小中高校で当駅が最寄りとなる学校がある）。

  - 西鉄太宰府線：西鉄五条駅 - 太宰府駅
- 九州旅客鉄道（JR九州）
  - 鹿児島本線：（太宰府信号場） - 都府楼南駅
    - 都府楼南駅隣の水城駅（大野城市）は市境まで200m程度の距離にあり、当駅が最寄りとなる地区もある（駅名も開業当初の地名である筑紫郡水城村（現在の太宰府市西部地域）が由来となっている）。
- 市の中心駅：太宰府駅
- 市役所最寄り駅：西鉄五条駅

### バス路線
- 西鉄バス - 西日本鉄道本体および西鉄バス二日市による運行（一部管理委託路線）。福岡市と太宰府市中心部を結ぶ路線、国道3号バイパスおよび朝倉街道経由で福岡市・太宰府市・筑紫野市・筑前町・朝倉市を結ぶ路線、太宰府市と宇美町を結ぶ路線、筑紫野市の西鉄二日市駅と太宰府市内各地を結ぶ路線がある。また、下大利駅と同駅西側の住宅地を結ぶ路線のうち一部が太宰府市内を通っている。
  - 1-1：西鉄二日市駅 - JR二日市駅 - 高雄 - 吉木入口 - 葉光ヶ丘 - 原営業所前 - 宮の森 - 西鉄太宰府駅
  - 1-2：西鉄二日市駅 - JR二日市駅 - 高雄 - 吉木入口 - 原営業所前 - 宮の森 - 西鉄太宰府駅
  - 4-1：宇美営業所 - 上宇美 - 原田橋 - 只越 - 大原 - 西鉄太宰府駅 - 太宰府市役所前
  - 西鉄二日市駅東口 - 君畑 - 梅香苑 - 太宰府高校入口 - 太宰府高校
  - 西鉄五条駅 - 五条台口 - 星ヶ丘 - 太宰府高校入口
  - 22： 平田 - 福農前 - 天拝坂 - 西鉄二日市駅
  - 23：西鉄下大利駅 - 日の浦 - 青葉台 - 長浦台 - 平田 - つつじケ丘 - 平野ハイツ - 月の浦営業所
  - 400：博多駅 - 呉服町 - 水城 - 都府楼前駅 - 君畑 - 針摺東 - 山家道 - 篠隈 - 新町 - 甘木 - 甘木営業所
  - 太宰府ライナー旅人：博多駅 - 福岡空港国際線 - 大宰府政庁跡 - 大宰府市役所前 - 西鉄太宰府駅
- まほろば号 - コミュニティバス。西日本鉄道（西鉄バス二日市に運行委託）が受託運行しているバスと、太宰府タクシーに運行委託している乗合タクシーがある。前者は1998年度から運行している九州初のコミュニティバスである。

### 道路

#### 有料道路
- 九州自動車道：太宰府インターチェンジ
- 福岡高速2号太宰府線：水城出入口 - 太宰府インターチェンジ

#### 一般国道
- 国道3号

1路線 延長6.5km

#### 県道
主要地方道
- 福岡県道31号福岡筑紫野線（通称5号線）
- 福岡県道35号筑紫野古賀線
- 福岡県道65号筑紫野筑穂線
- 福岡県道68号福岡太宰府線
- 福岡県道76号筑紫野太宰府線

一般県道
- 福岡県道112号福岡日田線
- 福岡県道505号板付牛頸筑紫野線
- 福岡県道574号水城下臼井線
- 福岡県道578号内山三条線
- 福岡県道581号観世音寺二日市線
- 福岡県道610号九州国立博物館線

県道11路線 延長23.6km
市道1752路線 延長323.8km

## 名所・旧跡・観光スポット

### 名所・旧跡
- 太宰府天満宮
- 竈門神社
- 戒壇院
- 岩屋城跡
- 国分尼寺跡
- 苅萱の関跡
- 王城神社
- 榎社
- 客館跡[27]
- 光明禅寺（苔寺）
- 坂本八幡宮
- 僧玄昉の墓
- 万葉歌碑（25基）
- 般若寺跡
- 天開稲荷社
- 衣掛天神
- 石穴神社
- だざいふ遊園地

### 文化財
特別史跡
- 大宰府跡
- 水城跡
- 大野城跡

史跡（国指定）
- 観世音寺境内および子院跡附老司瓦窯跡
- 学校院跡
- 筑前国分寺跡
- 国分瓦窯跡
- 宝満山

天然記念物（国指定）
- 太宰府神社のクス 3本
- 太宰府神社のヒロハチシャノキ

県指定史跡・天然記念物
- 天神の森（樟）: 太宰府天満宮
- 横岳崇福寺跡: 鎌倉時代
- 宮ノ本遺跡: 奈良時代・平安時代

市指定史跡・天然記念物
- 陣ノ尾1号墳: 古墳時代
- 内山辛野遺跡: 中世
- 晴明井のエノキ
- 地禄神社のイチイガシ
- 若宮神社の杜

### 太宰府市民遺産
1. 太宰府の木うそ
2. 八朔の千燈明
3. かつてあった道「四王寺山の太宰府町道」
4. 芸術家　冨永朝堂
5. 万葉集つくし歌壇
6. 太宰府における時の記念日の行事
7. 隈麿公のお墓
8. 太宰府の絵師　萱島家
9. 苅萱（かるかや）の関跡とかるかや物語
10. 太宰府の梅上げ行事
11. 高雄の自然と歴史
12. 太宰府悠久の丘～太宰府メモリアルパークからの眺望～
13. 太宰府をうたう♪全11曲（作曲・唄 岩崎記代子）
14. 梅香苑夏まつり子どもみこし
15. 四王寺山の三十三石仏
16. 宝満山のヒキガエル

※登録太宰府市民遺産一覧

### 歴史関連施設等

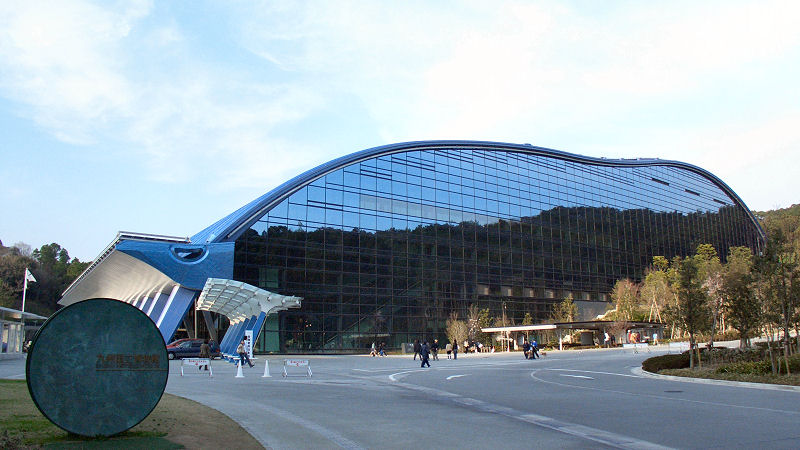
九州国立博物館

- 九州国立博物館
- アジア文化交流センター
- 大宰府展示館
- 太宰府館
- 水城館
- 文化ふれあい館

### 季節の花
- ウメ（2月～3月）:太宰府天満宮境内・大宰府政庁跡
- モクレン（3月）: 戒壇院
- サクラ（3月～4月）: 大宰府政庁跡・竈門神社境内・四王寺林道・御笠川岸遊歩道
- 菜の花（3月～4月）: 水城跡・観世音寺
- レンゲ（4月）: 水城跡
- シャクナゲ（5月）: 竈門神社周辺
- アジサイ（6月）: 大宰府政庁跡
- ソバの花（6月）: 太宰府市民の森
- ハナショウブ（6月）: 太宰府天満宮菖蒲池
- 菩提樹（6月）: 戒壇院境内
- コスモス（10月）: 水城跡・観世音寺
- 紅葉（11月）: 光明禅寺・太宰府市民の森

### 百選
- かおり風景100選: 太宰府天満宮の梅林とクスノキの森
- 日本の音風景100選: 観世音寺の梵鐘
- 日本100名城: 大野城跡
- 新日本様式100選: 太宰府天満宮の季節ごとに色が変わるおみくじ
- 美しい日本の歴史的風土100選: 大宰府政庁、大野城、水城、太宰府天満宮

### 宿泊・温泉
- ホテル グランティア太宰府・健康ランドみかさの湯（元・国民年金健康保養センター太宰府）
- ホテル カルティア太宰府
- ゲストハウス阿蘇び心
- ゲストハウス太宰府
- 都久志の湯

## 行事・催事

### 祭事
- 鬼すべ・鷽替え（1月）
- 曲水の宴（3月）
- 梅上げ（還暦祝）（3月）
- 飛梅ちぎり（6月）
- 神幸式大祭（通称: どんかん）・千灯明（9月）

### 催事
- 消防出初式（1月）
- くらしのうつりかわり展（1月）
- 梅花の宴（2月）
- 門前まつり（2月～3月）
- 九州自然歩道を歩こう会（3月）
- ルミナスフェスタ（3月）
- 文化協会　春の祭典（5月）
- 時の記念日（6月10日）
- 花菖蒲コンサート（6月）
- 七夕まつり（7月）
- ゆかたde太宰府～古都の夏～（7月～8月）
- 太宰府古都の光（9月）
- 太宰府市民政庁まつり（10月）
- 戦没者慰霊祭（10月）
- 環境フェスタIN太宰府（11月）
- 市民文化祭（11月）
- 筑紫美術協会展（11月）
- 観世音寺・戒壇院ライトアップ（年末年始）

### 舞台となった作品
- 老松(能)
- 藍染川 (能)
- 苅萱
- 源氏物語 - 玉鬘の段
- 平家物語 - 大宰府落の段
- 菅原伝授手習鑑 - 筑紫配所の段

## 経済・産業

### マスコミ・新聞社支局
- 朝日新聞西部本社太宰府支局
  - 朝日プリンテック 福岡工場
- 読売新聞西部本社筑紫支局

### その他の企業・団体
- 筑紫公証役場
- 西日本高速道路九州支社
  - 道路管制センター
  - 福岡工事事務所
  - 福岡技術事務所
- 太宰府郵便局
- 水城の里郵便局
- 水城郵便局
- 中央福岡ヤクルト販売
- 日本通運福岡南部ペリカンセンター
- JA全農ミートフーズ
- 石村萬盛堂太宰府店
- エーザイ福岡コミュニケーションオフィス
- 永利牛乳
- にしてつストアレガネット太宰府
- ルミエール太宰府店
- ニトリ太宰府店
- ザ・ダイソー福岡水城店
- フジバンビ福岡太宰府店
- イーケイジャパン（エレキット）
- 太宰府メモリアルパーク
- 筑紫医師会

## 特産品

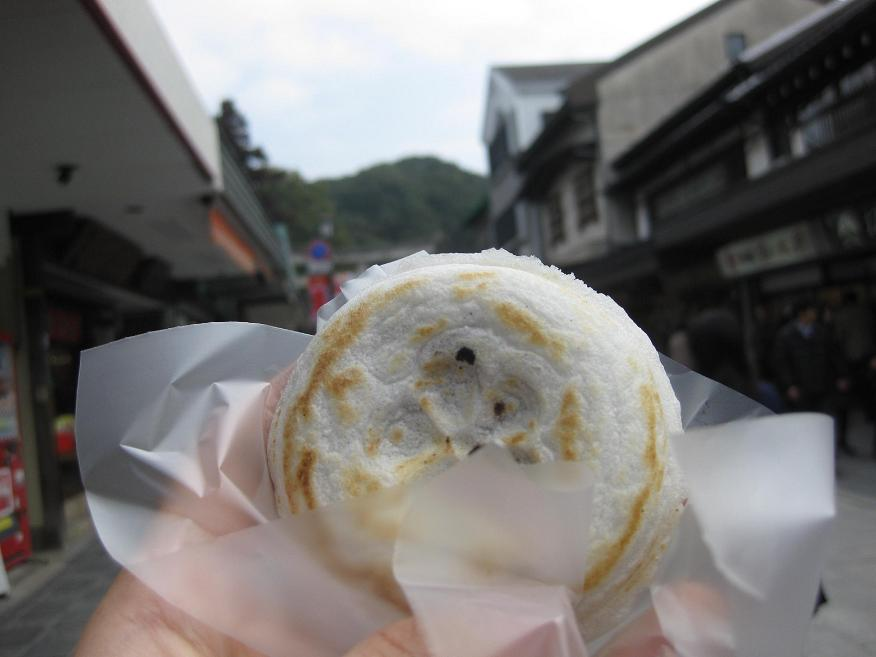
梅ヶ枝餅

- 梅ヶ枝餅
- 菓子「うその餅」「宝満山」
- 梅酒（東風の梅）
- 献上願塩
- 梅塩ラーメン
- 梅の実ひじき
- 自然薯
- 木鷽

## 著名な出身者
★は故人
- 阿比留瑠比（ジャーナリスト）
- ★井上哲次郎（哲学者、東洋大学教授）
- 今井千尋（ミュージシャン、元Something ELse）
- 糸永有希（熊本放送アナウンサー）
- 岩下智子（フルート奏者）
- 大石達也（元プロ野球選手、現指導者、埼玉西武ライオンズ所属）
- 大田こぞう（ローカルタレント）
- 岡崎琢磨（作家）
- 岡澤アキラ（タレント、モデル）
- 小野口奈々（TVQ九州放送契約アナウンサー）
- 栗原隆司（鉄道写真家）
- 柴田亜衣 （元競泳選手）
- 下野六太（参議院議員）
- 堤かなめ（元衆議院議員）
- 徳永玲子（ローカルタレント、女優）
- 二宮ひかる（漫画家）
- 野上亮磨（元プロ野球選手、現球団職員、埼玉西武ライオンズ→読売ジャイアンツ所属）
- 福岡竜馬（福岡放送アナウンサー）
- 藤澤義貴（NHKアナウンサー）
- 藤本索子（元ソフトボール選手、北京五輪ソフトボール金メダリスト）
- 山﨑圭一（高等学校教員、YouTuber）
- 山中大輔（プロボクサー）
- 六道神士（漫画家）

### 関連する人物
- 道下美里（2020年東京パラリンピック女子マラソン（視覚障害T12）金メダリスト。リオデジャネイロパラリンピック女子マラソン銀メダリスト）：山口県下関市出身、当市在住。

### 引用
1. ↑  “都市計画区域の整備、開発及び保全の方針（都市計画区域マスタープラン）について”. 福岡県. 2024年11月29日閲覧。
2. ↑  太宰府市の概要（平成30年10月1日版）
3. 1 2  “「大宰府」と「太宰府」のちがいについて教えてください。”. 福岡県太宰府市公式ホームページ. 2024年10月4日閲覧。
4. ↑  日本放送協会. “太宰府市３７.２度 猛暑日連続４０日で国内最長記録を更新｜NHK 福岡のニュース”. NHK NEWS WEB. 2024年9月8日閲覧。
5. ↑  産経新聞 (2024年9月5日). “年間猛暑日47日で記録更新 福岡・太宰府、連続記録も”. 産経新聞：産経ニュース. 2024年9月8日閲覧。
6. ↑  “県内１４観測点すべてで平均気温記録更新し過去最も暑い９月に｜福岡 NEWS WEB”. NHK. 2025年3月10日閲覧。
7. ↑  “大宰府 平年値（年・月ごとの値）”.   気象庁. 2025年3月10日閲覧。
8. ↑  “観測史上1～10位の値（年間を通じての値） 太宰府（福岡県）”.   気象庁. 2025年3月10日閲覧。
9. ↑  “『大宰府』と『太宰府』のちがいについて教えてください。”.   太宰府市 (2021年8月31日). 2022年12月29日閲覧。
10. ↑  『官報』第3820号、明治29年3月27日。
11. ↑  町を市とする処分（昭和57年2月22日　自治省告示第19号） ^ 太宰府市公式ウェブサイト、2018年8月2日閲覧。
12. ↑  文化庁ホームページ政策分野（2015年5月29日）
13. ↑  古代日本の「西の都」～東アジアとの交流拠点～
14. ↑  太宰府市ホームページ（2017年3月27日）
15. ↑  万葉集の「梅花の宴」再現　「令和」ゆかりの太宰府 - 朝日新聞、2019年4月4日
16. ↑  太宰府市ホームページ（2019年4月5日）
17. ↑  「令和発祥の都」PRへ　太宰府市がキャラ発表（西日本新聞2020年1月16日）
18. ↑  “完全給食始まる 太宰府市立中”.   毎日新聞 福岡県地方版 (2024年1月11日). 2024年1月11日閲覧。
19. ↑  西日本新聞me 「福岡県太宰府市の猛暑日、40日連続でストップ　28日は最高気温30℃下回る」 2024年8月28日
20. ↑  FNNプライムオンライン 「猛暑日いつまで続く…今年62日目 太宰府市で国内最多記録をまた更新 熱中症警戒アラート発表 福岡」 2024年9月20日
21. ↑  太宰府市ホームページ（2017年12月13日）[リンク切れ]
22. ↑  ふるさと納税返礼は「笑い」太宰府市が新サービス（西日本新聞2019年10月31日）
23. ↑  楽天ふるさと納税返礼品
24. ↑  太宰府市公式ホームページ
25. ↑  太宰府市公式ホームページ
26. ↑  “『即位礼正殿の儀』記念 都府楼前駅の副駅名を「令和の里」にいたします〜あわせて都府楼前駅までの片道無料乗車券を配布〜” (PDF).   西日本鉄道. 2019年10月10日閲覧。
27. ↑  古代大宰府の客館跡に解説板を設置しました（太宰府市文化財情報）
28. ↑  登録太宰府市民遺産一覧